# Belinda (singel)
Belinda – singel brytyjskiego duetu Eurythmics, wydany w 1981 roku.

## Ogólne informacje
Był to drugi singel w karierze Eurythmics i zarazem drugi z ich debiutanckiej płyty. Okazał się kompletną porażką komercyjną i nie wszedł na żadne listy przebojów, pomimo tego że był jedną z bardziej przyswajalnych piosenek z albumu. Na stronie B umieszczono nagranie „Heartbeat, Heartbeat”.